# Tvååkers IF
Tvååkers IF är en fotbollsklubb i Tvååker söder om Varberg som bildades 1920. Herrlaget spelar år 2025 i Division 2 Västra Götaland. Hemmamatcherna spelas på Övrevi idrottsplats.

## Spelare

### Spelartruppen
(L) - Inlånad spelare
| Nummer      | Land      | Spelare                 | Födelsedatum      | Kom från              | Moderklubb      |           |
| Målvakter   | Målvakter | Målvakter               | Målvakter         | Målvakter             | Målvakter       | Målvakter |
| ----------- | --------- | ----------------------- | ----------------- | --------------------- | --------------- | --------- |
| 1           | Sverige   | Axel Svensson           | 20 februari 2002  | Varbergs GIF          | Tvååkers IF     |           |
| 32          | Sverige   | Eddie Ludvigsson        | 2 mars 1998       | Västra Frölunda IF    | Egnahems BK     |           |
| -           | Sverige   | Max Johnsson            | 18 december 2001  | Laholms FK            | Ränneslövs GIF  |           |
| Försvarare  |           |                         |                   |                       |                 |           |
| 2           | Sverige   | Mohammad Ahmadi         | 9 januari 2000    | Åtvidabergs FF        | Vessigebro BK   |           |
| 3           | Sverige   | Gabriel Gustavsson      | 8 mars 2001       | Vinbergs IF           | Vinbergs IF     |           |
| 4           | Sverige   | Viktor Nilsson          | 8 juni 1995       | Norrby IF             | Limmareds IF    |           |
| 6           | Sverige   | David Bendrik           | 27 januari 2003   | Varbergs BoIS         | Tölö IF         |           |
| 15          | Sverige   | Noah Johansson          | 21 september 2003 | Varbergs BoIS         | Varbergs BoIS   |           |
| Mittfältare |           |                         |                   |                       |                 |           |
| 8           | Sverige   | Felix Gustafsson        | 30 oktober 2002   | Dalstorps IF          | Tranemo IF      |           |
| 11          | Sverige   | Melvin Sjöland          | 8 juli 2002       | Halmstad BK           | Lilla Tjärby IK |           |
| 13          | Sverige   | Oliver Brynéus          | 5 september 1998  | Politehnica Timișoara | BK Astrio       |           |
| 14          | Sverige   | Isak Wiman              | 27 augusti 2003   | Varbergs GIF          | IF Norvalla     |           |
| 16          | Sverige   | Adam Lund               | 3 augusti 2006    | Tvååkers IF U         | Tvååkers IF     |           |
| 17          | Sverige   | Jacob Redenfors         | 30 april 2004     | Varbergs BoIS         | Träslövsläge IF |           |
| 20          | Sverige   | Emir Avdic              | 24 mars 2000      | Husqvarna FF          | Östers IF       |           |
| 23          | Sverige   | Pontus Carlsson (L)     | 10 september 2004 | Halmstads BK          | Hyltebruks IF   |           |
| 24          | Sverige   | William Selvén          | 0 december 2008   | Galtabäcks BK         | Galtabäcks BK   |           |
| 26          | Sverige   | Dylan Enes Dahlen       | 2 september 2005  | Tvååkers IF U         | Tofta GIF       |           |
| Anfallare   |           |                         |                   |                       |                 |           |
| 5           | Sverige   | Karl Landsten           | 12 juli 2002      | Utsiktens BK          | IF Väster       |           |
| 7           | Sverige   | Olle Johansson          | 16 maj 2002       | Örgryte IS            | Skene IF        |           |
| 9           | Sverige   | Aleksandar Krajisnik    | 4 mars 2005       | BK Häcken             | Sverige         |           |
| 10          | Sverige   | Lukas Paulsén           | 28 december 2005  | IFK Göteborg          | Kinna IF        |           |
| 18          | Sverige   | Oskar Ruuska            | 13 februari 2004  | BK Häcken             | Partille IF     |           |
| 22          | Sverige   | Albin Malmlöf Johansson | 27 december 1997  | Stafsinge IF          | Glommens IF     |           |